# Avenue de la Porte-de-la-Villette
L'avenue de la Porte-de-la-Villette est une voie du 19e arrondissement de Paris, en France.

## Situation et accès
L'avenue de la Porte-de-la-Villette est une voie située dans le 19e arrondissement de Paris. Elle débute au 84, boulevard Macdonald et se termine place Auguste-Baron pour une branche, et à l'intersection de l'avenue Jean-Jaurès et de la rue Magenta pour une autre branche.

## Origine du nom

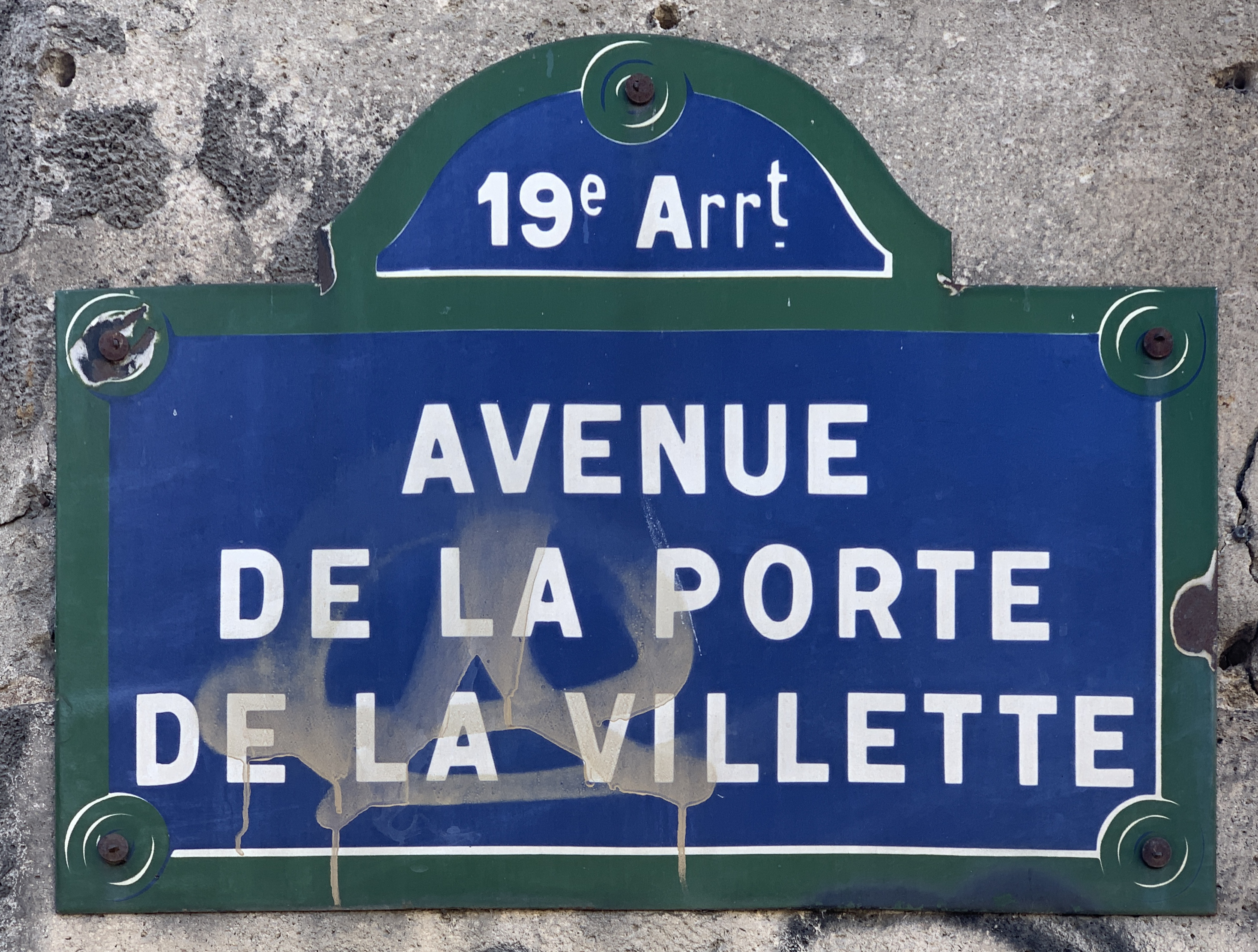
Plaque de l'avenue.

Elle porte ce nom car elle est située en partie sur l'emplacement de l'ancienne porte de la Villette de l'enceinte de Thiers à laquelle elle mène.

## Historique
Cette avenue a été ouverte pour : 
- la partie comprise entre le boulevard Macdonald et de l'ancienne enceinte de Thiers sur l'emplacement des bastions nos 28 et 29 ;
- la partie se terminant place Auguste-Baron, qui a été annexée à Paris par décret du 27 juillet 1930, alors partie de l'avenue Jean-Jaurès (route nationale 2), était située autrefois sur les territoires des communes de Pantin et d'Aubervilliers.